# ریچموند (ایلینوی)
ریچموند (به انگلیسی: Richmond) یک منطقهٔ مسکونی در ایالات متحده آمریکا است که در شهرستان مک‌هنری، ایلینوی واقع شده‌است. ریچموند ۱۱٫۱۱ کیلومتر مربع مساحت و ۲٬۰۸۹ نفر جمعیت دارد.